# XLSX
 (septembre 2020).
Si vous disposez d'ouvrages ou d'articles de référence ou si vous connaissez des sites web de qualité traitant du thème abordé ici, merci de compléter l'article en donnant les références utiles à sa vérifiabilité et en les liant à la section « Notes et références ».
.xlsx est une extension de nom de fichier pour tableur au format Office Open XML utilisé par Microsoft Office à partir de la version 2007.
La suite bureautique LibreOffice/Apache OpenOffice permet l'import de ce format à partir de la version 3 sortie en septembre 2008.
Les fichiers de format xlsx ne permettent pas l'inclusion de macros, contrairement au formal xlsm.